# 栗本一夫
栗本 一夫（くりもと かずお、1912年（明治45年）5月27日 - 1992年（平成4年）11月27日）は、日本の裁判官。元最高裁判事。「四畳半襖の下張事件」で裁判長を務めた。なお、長男に経済人類学者の栗本慎一郎がいる。

## 経歴
岐阜県稲葉郡則武村（現在の岐阜市）に栗本兵治郎の次男として生まれる。
旧制愛知県立熱田中学校（現・愛知県立瑞陵高等学校）を卒業。東京帝国大学在学中の1934年（昭和9年）11月、高等試験司法科に合格。1935年（昭和10年）3月、東京帝国大学法学部を卒業。同年5月から司法官試補となり、東京地裁、仙台地裁、浦和地裁などで裁判官生活を送り、陸軍司政官を務め、終戦後は終戦連絡中央事務局連絡管を務めた。1946年11月に司法省刑事局に勤務し、新刑事訴訟法の立案に携わる。
その後、1950年以降は地裁で裁判実務を続けた。造船疑獄の飯野グループの裁判の裁判長を務めた。1958年9月に最高裁経理局長。1967年に福島地裁所長に就任。1968年9月に東京高裁判事を務める。東京高裁判事時代は黒い雪事件で一審の無罪判決を支持したが、映倫審査パスをもって犯意なしと認定したもので、映画そのものはわいせつ図画と判断した。その後、横浜地裁所長や名古屋高裁長官を歴任。
1976年5月25日に最高裁判所裁判官に就任。在任中に病気のため長期欠勤した時期もあった。
1982年（昭和57年）に定年退官した。墓所は多磨霊園。

## 人物
趣味は読書。宗派は浄土宗。住所は東京都世田谷区深沢。
1976年、最高裁判事に就任した際のインタビューでは「最高裁の判断は固定したものではなく、時の流れで変わることは仕方がない。ただ、一歩ずつ遅れてついていく程度でいい。先走ったり世人を驚かすようではいかん。」とのコメントを残している。

## 著書
- 『新刑事証拠法』[3]
- 『刑事訴訟規則概説』
- 『新刑事訴訟法上の諸問題』
- 『実務刑事証拠法』
- 『刑事訴訟法／（下） 新版ポケット註釈全書』（小野清一郎、横川敏雄、横井大三との共著、1986年6月）[9]
- 『刑事訴訟法／（上） 新版ポケット註釈全書』小野清一郎、横川敏雄，横井大三との共著、1986年1月）[9]
- 『刑事訴訟法 改訂ポケット註釈全書』（小野清一郎、横川敏雄、横井大三との共著、1966年4月）[9]
- 『総合判例研究叢書／（6）刑事訴訟法 -- 刑事訴訟法（3）総合判例研究叢書』（田村豊、鈴木義男との共著、1957年9月）[9]
- 『刑事訴訟法ポケット註釈全書』（小野清一郎、横川敏雄、横井大三との共著、1955年7月）[9]

## 家族・親族

### 栗本家
（岐阜県稲葉郡則武村、東京都）
- 父・兵治郎[3]
- 母・まき（岐阜生まれ、酒井吉佐衛門の長女[3]）

1882年（明治15年）12月生 - 没
- 妻・トシ子（東京生まれ、元東京府会議長中野勇治郎の三女[3][10]）

1916年（大正5年）3月生 -
- 長男・慎一郎（経済人類学者）[3][10]

1941年（昭和16年）11月生 -
- 長女[3]

1948年（昭和23年）9月生 -
- 次男・重夫[3]

1951年（昭和26年）1月生 -